# Prachanda
Prachanda, Devanagari: प्रचण्ड pracaṇḍa (født Pushpa Kamal Dahal den 11. december 1954 i landsbyen Dhikurpokhari i Kaski District, Nepal), er leder af Nepals kommunistiske parti, almindeligvis betegnet Maoisterne, og i to perioder tidligere premierminister i Nepal (fra 2008 til 2009 og igen fra 2016 til 2017). Han er også leder af partiets militære gren People's Liberation Army (PLA), og Prachanda er oprindelig hans dæknavn inden for PLA, de nepalesiske maoisters hærstyrke. Navnet Prachanda kan oversættes til den frygtløse, den vilde eller den utæmmelige.
Prachanda videreudviklede en kombination af Marxisme-Leninisme og Maoisme med egne analyser, der tog specielt højde for situationen i Nepal, og denne politiske videreudvikling blev kendt som Prachanda Path (Prachanda-Vejen). Han er kendt for sine eminente talegaver og fremragende strategiske evner, ligesom han er dybt respekteret for sin ledelse af partiet.

## Folkekrigen i Nepal
Under hans lederskab iværksatte CPN (M) den 13. februar 1996 Folkekrigen i Nepal med det formål at gøre op med uligheder, undertrykkelse og højkastedominans samt som helhed at sikre befolkningen bedre levevilkår. Gennem den mere end 10 år lange Folkekrig, der startede som et oprør og modstandsbevægelse blandt utilfredse bønder tilsat politisk struktur af maoistisk observans spredte oprøret sig og fik en stadig mere militant karakter. Sammenstødene mellem maoisterne og regeringsstyrkerne kostede omkring 13.000 nepalesere livet.
Efter den tragiske hændelse i Nepals Kongepalads den 1. juli 2001, hvor hovedparten af den nepalesiske kongefamilie blev dræbt, overtog den hidtidige konges bror Gyanendra kongemagten. Han udnyttede hurtigt de muligheder og undtagelsesbestemmelser, som fandtes i Nepals demokratiske forfatning. Kong Gyanendra erklærede undtagelsestilstand og satte dermed Nepals folkevalgte regering og parlament ud af spillet, hvorefter han satte hæren ind mod maoisterne. Kongen var af navn øverstbefalende for hæren, men undtagelsestilstanden gjorde det muligt for ham at udnytte situationen, kombineret med at hærledelsen angiveligt havde samme interesser som kongen, dvs. en militær læsning på konflikten.
Den militære kamp blev herefter optrappet, men Prachandas og maoisternes kontrol over størstedelen af Nepal kunne ikke umiddelbart fravristes dem. Prachanda viste samtidig sine eminente politiske og strategiske evner. Han formaliserede sine kontakter til de etablerede politiske partier, og udenom kongen indgik maoisterne en fredsaftale med de politiske partier der på grund af den generelle modstand mod kongemagtens genetablering var forenet i paraplyorganisationen Syv-Parti Alliancen (SPA). I tilknytning til fredsaftalen udarbejdede parterne – fortsat udenom kongen og med maoisterne og Prachanda som hovedaktører – en køreplan til fredelige tilstande.

## Fredsprocessen i Nepal
Under hele fredsprocessen var det markant, at det var maoisternes tidsplan og deres forudsætninger, betingelser og argumentationer, der først og fremmest satte deres aftryk på begivenhederne. Det var maoisternes tidsplaner, der gradvis udgjorde grundlaget for den samlede politiske bevægelses tidsplan, og planen blev først og fremmest baseret på de betingelser, som maoisterne oprindelig havde udformet. Under denne proces blev Prachanda stadig mere synlig, og fra en tilbagetrukket tilværelse under Folkekrigen (hvorfra der end ikke eksisterede fotos af ham) blev han nu meget synlig og stillede villigt op til interviews for udvalgte lokale og store internationale nyhedsmedier.
Fredsprocessen mundede ud i vedtagelsen af en midlertidig forfatning, der skulle formaliseres gennem valg til et forfatningsgivende forsamling. Valget blev udsat flere gange, men efter en intens valgkamp blev det afholdt 10. april 2008, og spændingen om udfaldet var enorm. Maoisterne vandt en overraskende stor jordskredssejr, og i mange valgkredse led hidtil dominerende politiske skikkelser nederlag. Maoisterne (CPN (M)) fik ikke absolut flertal, men de blev med stor margin landets største parti (i alt 54 partier stillede op ved valget). Prachanda og maoisterne havde herefter også sejret ved valgboksene, og det resulterede i at den første samling i det genetablerede Parlament næsten enstemmigt besluttede at afskaffe Nepals 254-årige monarki, og udråbe landet som en republik.
Det nyvalgte parlament skal sikre vedtagelsen af en ny demokratisk forfatning inden for to år, hvorefter der skal være nyvalg. Prachandas fremtidige rolle forventes at blive en politisk topposition, og han har selv tilkendegivet at hans største ønske er at blive Nepal første præsident, men isteden blev han valgt til premierminister. Han blev understøttet af det marksistiske kommunistiske parti, Fronten for folkets regte madhesi og 16 lille parti  og fik 464 stemmer mod 113 for sin modpart fra den Nepali Congress 
| Efterfulgte: Girija Prasad Koirala | Nepals premierministre 2008-09 | Efterfulgtes af: Madhav Kumar Nepal |
| Efterfulgte: Khadga Prasad Oli     | Nepals premierministre 2016-17 | Efterfulgtes af: Sher Bahadur Deupa |